# Plectroninia norvegica
Plectroninia norvegica är en svampdjursart som beskrevs av Könnecker 1989. Plectroninia norvegica ingår i släktet Plectroninia och familjen Minchinellidae. Inga underarter finns listade i Catalogue of Life.